# Sant’Antonio Abate (Astano)

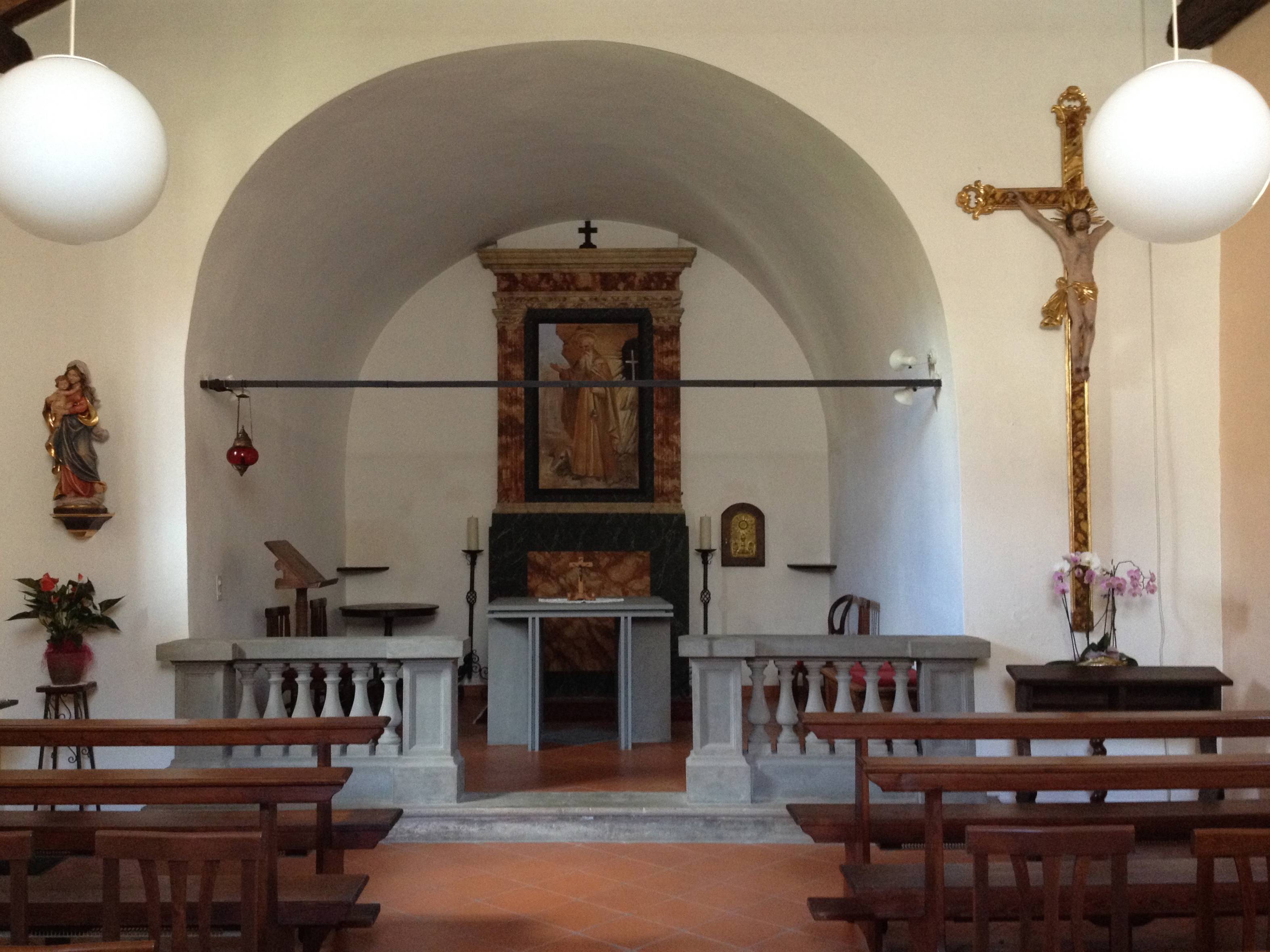
Innenansicht der Kapelle

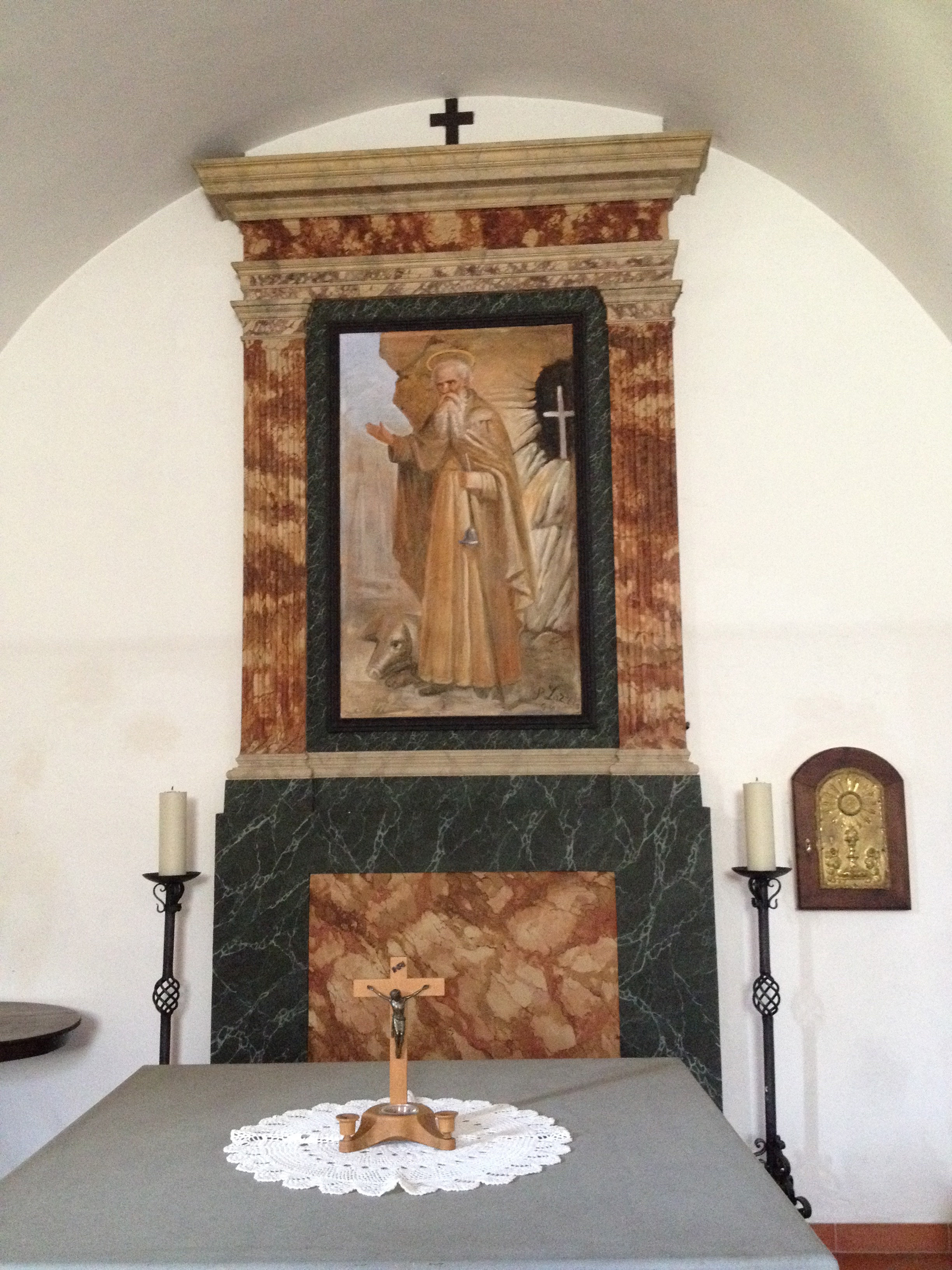
Wandmalerei des Titelheiligen von Pietro Lozzio

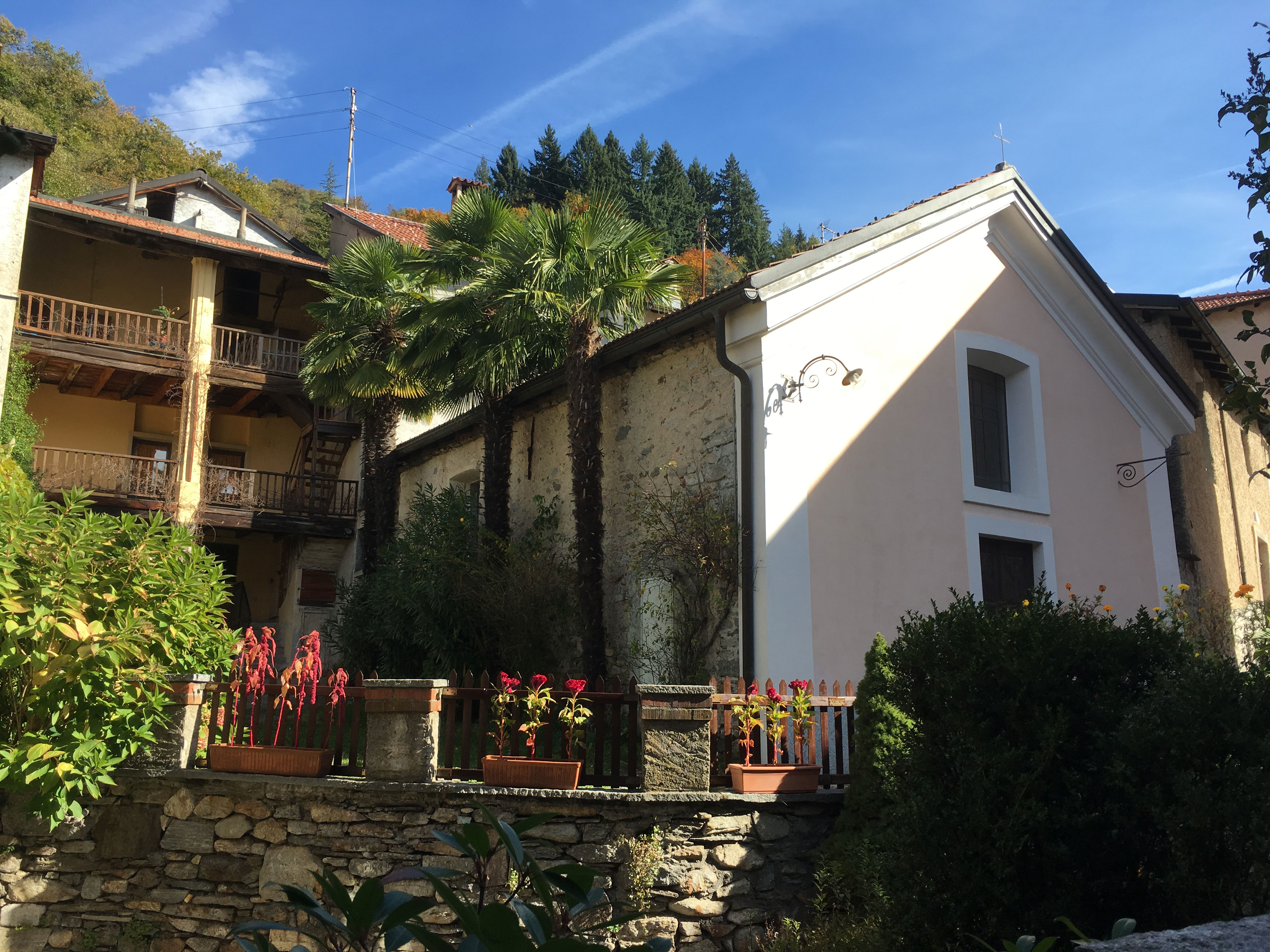
Umgebung der Kapelle von Südwesten

Die Kapelle Sant’Antonio Abate ist eine ehemalige Klosterkirche und heutige römisch-katholische Kapelle in Astano (Gemeinde Lema) im Kanton Tessin in der Schweiz. Sie ist dem heiligen Antonius dem Grossen geweiht. Der mittelalterliche Bau bildet das ursprüngliche, historische Zentrum Astanos, ist somit Teil eines schützenswerten Ortsbildes von nationaler Bedeutung und steht unter Denkmalschutz.

## Geschichte
Der Sakralbau diente dem in Astano seit dem 13. Jahrhundert bestehenden und in der zweiten Hälfte des 15. Jahrhunderts aufgegebenen Humiliatenkloster als Klosterkirche. Die heutige Kapelle ist somit spätmittelalterlichen Ursprungs und stellt den ältesten erhaltenen Sakralbau der Gemeinde dar. In den Jahren 1879–1888 wurde das Gebäude auch als Kindergarten genutzt. Ab 1989 erfolgten unter dem Architekten Alberto Finzi umfassende Restaurierungsarbeiten, die mit der Wiedereröffnung der Kapelle am 2. Juni 1991 abgeschlossen werden konnten.

## Baubeschreibung
Bei der Kapelle handelt es sich um einen Rechteckbau mit einem offenen Dachstuhl aus Holz. Im Chor befindet sich eine um die Wende vom 19. zum 20. Jahrhundert entstandene Wandmalerei von Pietro Lozzio, die den Titelheiligen zeigt. Ein weiteres Gemälde aus dem 18. Jahrhundert zeigt die Kreuzigung des Jesus von Nazaret und arme Seelen.